# Inmaculada Herrera Calvet
María Inmaculada Herrera Calvet (1942 - Madrid, 13 de septiembre de 2009) fue una científica española, que trabajó en el campo de la biología. Impulsó el desarrollo de la microscopía electrónica y fue la pionera del desarrollo del diagnóstico de enfermedades víricas por microscopia electrónica en España.

## Trayectoria
Licenciada en Ciencias Físicas, doctora por la Universidad de Barcelona , hizo un postdoctorado de dos años en la Universidad de Osaka, en Japón. Fue presidenta de la Sociedad Española de Microscopía Electrónica desde 1980 a 1994.
Ocupó puestos de relevancia desde inicios muy tempranos de su carrera. En 1966 fue Jefe de los servicios técnicos de microscopia electrónica en la facultad de ciencias de Barcelona; dos años después se trasladó a Madrid como facultativo especialista y Jefa del Servicio de Microscopía Electrónica del Centro Nacional de Microbiología (antes Centro Nacional de Virología y Ecología Sanitaria) del Instituto de Salud Carlos III, centro en el que trabajó desde 1968 hasta su fallecimiento en 2009, ocupando puestos importantes como Jefe del Servicio de Microscopia Electrónica del Centro Nacional de Microbiología.
También fue la primera española en disfrutar de una beca del Ministerio de Educación para residir en Japón, lugar en el que estuvo desde 1964 a 1966 y se especializó en el análisis de virus por microscopia electrónica. También recibió otras ayudas y becas como  por ejemplo la de la Fundación March y la de la Organización Mundial de la Salud, que le llevó a una estancia en el Regional Virus Laboratory de Birmingham Reino Unido.
Falleció en septiembre de 2009 y existe una placa en su memoria en el Centro Nacional de Microbiología, dónde fue Jefe del Servicio de Microscopia electrónica durante 40 años.